# Bastian Schulz
Bastian Schulz (* 10. Juli 1985 in Hannover) ist ein ehemaliger deutscher Fußballspieler.

## Karriere
Schulz begann das Fußballspielen bei seinem Ortsverein TuS Altwarmbüchen. 1997 ging er zu Hannover 96 und durchlief alle Jugendmannschaften, bis er 2004 in die zweite Mannschaft befördert wurde. Am 15. März 2008 wurde Schulz von Dieter Hecking erstmals in den Profikader berufen und kam gegen Arminia Bielefeld zu seinem Bundesliga-Debüt; er wurde zur zweiten Halbzeit für Sérgio Pinto eingewechselt. Sein erstes Bundesligator schoss er am 1. November 2008 gegen den Hamburger SV. Hierbei erzielte Schulz beim 3:0-Erfolg über die Hamburger das zwischenzeitliche 1:0 für sein Team.
Im Sommer 2009 wechselte er zum Zweitligisten 1. FC Kaiserslautern. Er hatte auf Anhieb einen Platz in der Stammformation. Im Dezember 2009 erlitt er einen Kreuzbandanriss und verlor danach seinen Stammplatz und kam nur noch an den beiden letzten Saisonspielen zum Einsatz. Am Saisonende stieg er mit der Mannschaft als Zweitligameister in die 1. Bundesliga auf. In der anschließenden Erstligasaison 2010/11 kam Schulz nur auf drei Kurzeinsätze und weniger als 50 Einsatzminuten.
Im August 2011 wurde sein Vertrag beim FCK aufgelöst und Schulz wechselte zu RB Leipzig in die Regionalliga. Er unterschrieb hier einen Zweijahresvertrag. In seiner ersten Saison für Leipzig kam Schulz zu 20 Ligaspielen und erreichte mit der Mannschaft den dritten Tabellenplatz – damit wurde der anvisierte Aufstieg in die 3. Liga verpasst. In der Folgesaison 2012/13 kam Schulz als Stammspieler zu 25 Einsätzen und erzielte dabei acht Tore. Am Ende der Saison gewann er mit RB die Meisterschaft und stieg nach zwei Aufstiegsspielen (hier spielte Schulz beide Spiele über die volle Distanz) in die 3. Liga auf. In der folgenden Drittligasaison 2013/14 nahm Schulz mehr und mehr die Rolle des Reservisten ein. Zu Beginn der Winterpause wurde sein noch ein halbes Jahr laufender Vertrag Einvernehmen aufgelöst.
Schulz wechselte direkt zum VfL Wolfsburg, mit dessen zweiter Mannschaft er in der Regionalliga Nord antrat. Mit der Wolfsburger Reserve wurde er 2016 Regionalligameister, in den Aufstiegsspielen zur 3. Liga scheiterte man jedoch.
Zur Saison 2016/17 wechselte Schulz zum VfL Osnabrück und erhielt die Rückennummer 8. Am 3. Januar 2018 beendete er seine Spielerkarriere; sein Vertrag mit dem VfL Osnabrück wurde aufgelöst.
Nach dem Ende seiner aktiven Fußballerkarriere arbeitete Schulz als Scout für den VfL Wolfsburg (2016–2017), den VfL Osnabrück (2017–2020) und Borussia Dortmund (seit 2020).

## Erfolge
- Aufstieg in die 1. Bundesliga: 2010 (mit dem 1. FC Kaiserslautern)
- Aufstieg in die 3. Liga: 2013 (mit RB Leipzig)